# Petróleos de Venezuela
Die Petróleos de Venezuela S.A. (PDVSA, [peðeˈβesa]) (zu deutsch: Petroleum von Venezuela) ist die größte Erdölgesellschaft Lateinamerikas und Venezuelas größter Exporteur. Sie wurde 1976 im Zuge der Verstaatlichung der Erdölindustrie des Landes gegründet und unter dem Kürzel Petroven bekannt. Das Unternehmen hat seinen Sitz in Caracas und steht unter der Leitung von Eulogio del Pino (Präsident). Im Jahr 2013 beschäftigte das Unternehmen 140.626 Mitarbeiter und erzielte einen Gesamtumsatz von 12 Mrd. US-Dollar.

## Produktion und Reserven
Die PDVSA fördert Erdöl vor allem im Orinoco-Gürtel sowie in der Nähe von Maracaibo, der zweitgrößten Stadt Venezuelas. Bis 2006 wurde eine Bitumen-Wasser-Emulsion, sogenanntes Orimulsion hergestellt. Die Produktion wurde aus ökologischen, ökonomischen, technischen und politischen Gründen eingestellt. Daneben werden auch Erdgas und Kohle gefördert sowie Petrochemikalien hergestellt. Petróleos de Venezuela raffiniert Öl, exploriert neue Quellen und vermarktet Rohstoffe und Produkte.
Laut Geschäftsbericht förderte PDVSA 2015 2,7 Millionen Barrel Rohöl täglich, was dem Großteil der Gesamtproduktion Venezuelas von 3,15 Mio. entspricht; das maximale Förderpotential wird mit 3,6 Mio. angegeben. Die Zahlen, sowohl die Förderung als auch die Kapazität betreffend werden von der OPEC wesentlich niedriger angegeben. Die Reserven sind mit derzeit über 298 Milliarden Barrel (2015) angegeben.
Im Frühjahr 2018 betrug die Ölförderung in Venezuela um 1,5 Mio. Fass pro Tag, rund die Hälfte der Förderung des Jahres 2005; ein weiterer Rückgang wurde erwartet und würde eine Ölförderrate auf dem Niveau der späten 1940er-Jahre bedeuten. Im März 2019 lag die Förderung unter einer Million Fass pro Tag, während durch Stromausfälle und Pannen bei der für den Transport nötigen Aufbereitung des zähflüssigen venezolanischen Öls Exporte im Monat April gänzlich unwahrscheinlich wurden.

## Unternehmensentwicklung
PDVSA hatte 2007 einen konsolidierten Umsatz von 96,2 Mrd. US$ (2006: 99,3 Mrd. US$) und einen operativen Gewinn (EBIT) von 25,9 Mrd. US$ (2006: 23,5 Mrd. US$), der Jahresüberschuss 2007 betrug 6,3 Mrd. US$, nach Abzug einer Abgabe von 14,1 Mrd. US$ für soziale Projekte des Landes und Körperschaftssteuern von 5,0 Mrd. US$. Im Jahr 2015 lag der Umsatz noch bei 12 Mrd. US$, was mit der gesunkenen Ölproduktion und dem Zusammenbruch der Wirtschaft Venezuelas zu erklären ist.
Beobachter sehen die Gefahr, dass dem Unternehmen durch die hohen Abgaben an den Staat nicht mehr genügend Mittel zur Investition in die eigenen Produktionsanlagen zur Verfügung stehen, um das derzeitige Förderniveau aufrechtzuerhalten. Laut Geschäftsbericht der PDVSA lag die Gesamtproduktion von Rohöl 1997 bei 2,4 Mio. Barrel täglich und ist auf 3,1 Mio. im Jahr 2006 und 3,15 Mio. im Jahr 2007 gestiegen.
2007 wurde das Unternehmen verstaatlicht. Die Erträge der Firma mussten an die Regierung abgeführt werden, was keinen Raum ließ für Investitionen. Aufgrund von Ineffizienz sank die Ölförderung bis 2015 auf 2,7 Mio. Barrel pro Tag, auch da die Regierung Venezuelas einen großen Teil des Führungspersonals durch Loyalisten ersetzt hatte. Im Jahr 2017 konnte es sich PDVSA aufgrund des Geldmangels nicht mehr leisten, Öl über internationale Gewässer zu transportieren. Die Produktion sank bis August 2018 auf von der Internationalen Energieagentur geschätzte 700.000 Fass pro Tag, kaum ein Drittel der Menge zweieinhalb Jahre früher.
Gläubiger Venezuelas beantragten schon Anfang November 2017 bei der in New York City ansässigen Derivateorganisation International Swaps and Derivatives Association (ISDA), formell einen Zahlungsausfall von PDVSA festzustellen, womit Inhaber von Credit Default Swaps (CDS) genannten Kreditausfallversicherungen Geld erhielten. Gemessen an der CDS-Prämie, ging der Markt im November 2017 schon von einem Zahlungsausfall Venezuelas aus. Die ISDA verschob die Entscheidung über die Feststellung eines Zahlungsausfalls Venezuelas auf den 13. November 2017. Die Regierung lud für diesen Tag die Gläubiger zu einer Konferenz in Caracas ein, um über eine Umschuldung zu verhandeln. Mit der Anreise eines Großteils der Gläubiger aus den USA und Kanada wurde allerdings nicht gerechnet. Die Europäische Union wollte zeitgleich Strafmaßnahmen gegen Venezuela beschließen. Die Regierung selber beklagte die versäumten Investitionen, nur war in deren Augen das Ausland schuld, aus welchem der „imperialistische Feind“ laut Maduro die PDVSA mit mafiösen Kräften infiltriert hatte, die „von Investitionen in die Erdölindustrie gezielt abgesehen haben, um diese zu zerstören“. Der vormalige General der Nationalgarde und Freund von Diosdado Cabello aus jungen Jahren Manuel Quevedo wurde im November 2017 Chef des Ölkonzerns und gleichzeitig Öl-Minister. Die beiden früheren Präsidenten der Gesellschaft Nelson Martinez und Eulogio Del Pino waren während der Herrschaft Maduros 2017 unter dem Vorwurf der Veruntreuung verhaftet worden; Martinez starb im Herbst 2018. Ein Prozess hatte bis Ende 2018 nicht begonnen.
Im Frühjahr 2018 bestand die Vermutung, dass das Venezolanische Erdöl nicht nur für einen Großteil der Staatsfinanzen exportiert werden muss, sondern auch die zukünftige Förderung allenfalls schon mehrfach verpfändet war. Im Dezember 2018 reiste der Chef des größten russischen Gläubigers Rosneft, Igor Setschin, nach Venezuela, um zu erfahren, warum die Lieferungen überdies auch noch im Verzug waren. Laut einer Reuters-Recherche war die Vermischung von Soldaten der Nationalgarde mit der Führung des Unternehmens für das Unternehmen katastrophal, jedoch hatte Präsident Maduro selber im 2018 erklärt, die Militärs seien zu bevorzugen, weil sie näher an der Sozialistischen Weltanschauung stünden als kapitalistische Berufsleute.
Der für die Regierung Maduro via PDVSA zu Beginn des Jahres 2019 überlebenswichtige Zufluss amerikanischer Dollars aus den USA wurde von der Regierung Trump am 28. Januar gekappt, als verfügt wurde, dass Zahlungen nicht mehr an den Ölkonzern PDVSA gehen dürften, sondern auf Sperrkonten überwiesen werden mussten.
Anfang März 2019 wurde bekannt, dass PDVSA ihre Europazentrale von Lissabon nach Moskau verlagert und künftig mehr Öl an die Russische Föderation und über Russland auf die Weltmärkte bringen werde, wobei der russische Ölkonzern Rosneft sein Venezuela-Engagement aufweiten wird, was faktisch bedeutete, dass Rosneft das Inkasso für die sanktionierte PDVSA übernahm, die Zahlungen venezolanischen Öls also (gewinnbringend) über Rosneft liefen.

## Beteiligungen

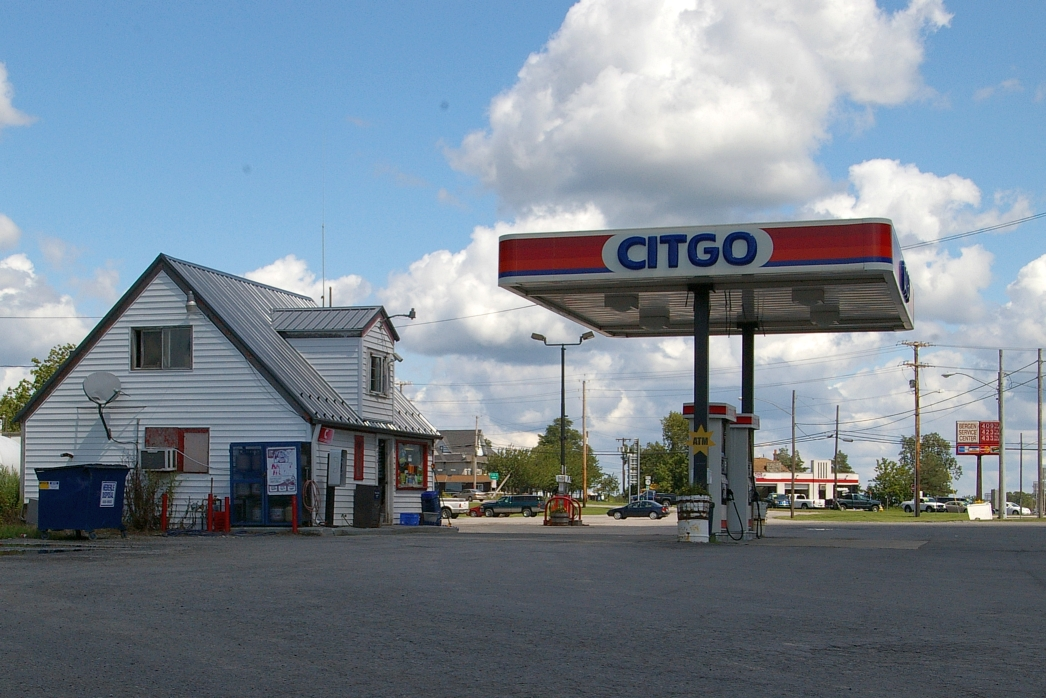
Citgo-Tankstelle in den USA

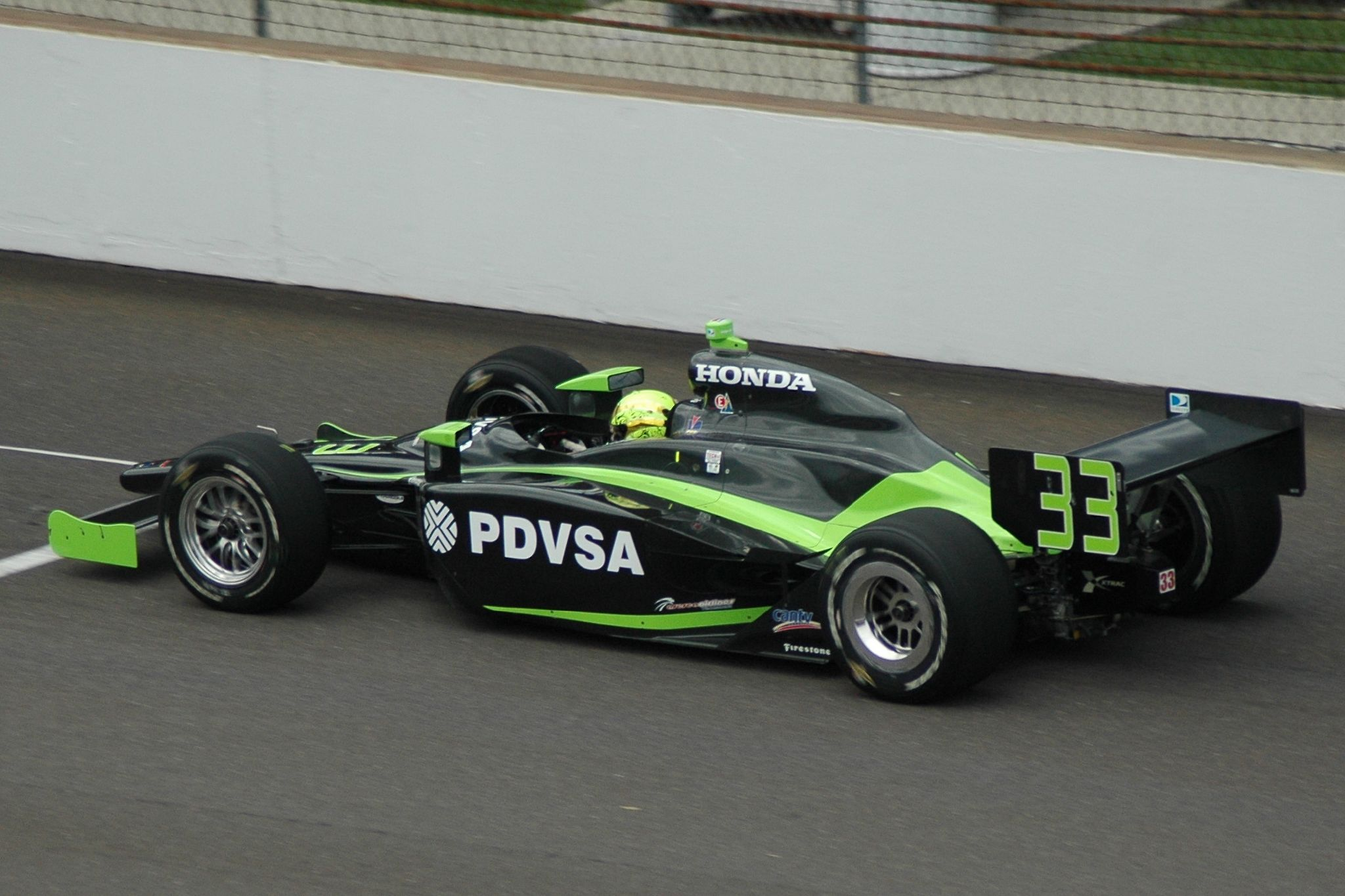
Sponsoring des HVM Racing Teams bei der US-amerikanischen IndyCar Series

- Citgo Petroleum Corporation, USA 100 %: PDVSA erwarb 1986 einen 50 %-Anteil beim Benzinvertreiber Citgo; 1990 wurden die restlichen 50 % erworben. Seitdem ist PDVSA ein bedeutender Anbieter für Benzin und weitere Erdölprodukte in den USA.
- Nynäs Petroleum, Schweden 50 % (die restlichen 50 % gehören Neste Oil).
- Bahamas Oil Refining Company (BORCO), PDVSA gehört deren Öltanklagerterminal.
- Hovensa LLC Raffinerie, Amerikanische Jungferninseln, Joint Venture mit Amerada Hess Corp.
- Isla Raffinerie, Curaçao, geleast

Zudem wurde von 1983 bis 2010 ein Anteil von 50 % an der Ruhr Oel GmbH gehalten, einem Gemeinschaftsunternehmen mit BP Deutschland (ursprünglich mit der VEBA Oel AG), das deutschlandweit vier Raffinerien (in Gelsenkirchen, Neustadt an der Donau, Karlsruhe und Schwedt/Oder) sowie zwei petrochemische Anlagen (Gelsenkirchen und Münchsmünster) betreibt. Im Oktober 2010 verkaufte PDVSA seinen Anteil für 1,6 Mrd. Dollar an den staatlichen russischen Ölkonzern Rosneft.
Im Mai 2017 erwarb Goldman Sachs spekulative Anleihen des Unternehmens von der Zentralbank Venezuelas im Wert von 2,8 Milliarden Dollar.

## Generalstreik 2002
Noch im Jahr 2000 waren Ferien im Ausland für die gut bezahlten und geachteten Raffinerieangestellten normal.
Am 2. Dezember 2002 rief der Dachgewerkschaftsverband CTV – der eng an die alten Regierungen gebunden war – gemeinsam mit Unternehmerverbänden einen Generalstreik aus, um den venezolanischen Präsidenten Hugo Chávez zum Rücktritt zu zwingen.
Die Regierung beschuldigte die Streikenden der Sabotage: Private Unternehmen, die für die Informatik und Computersteuerung der Ölförderung zuständig waren, hatten sich dem Streik angeschlossen. Insbesondere Angestellte solcher Unternehmen konnten die Ölförderung Venezuelas weitgehend zum Erliegen bringen, indem sie die Fördereinrichtungen per Softwarebefehl herunterfuhren. Die volkswirtschaftlichen Schäden, die durch die angebliche Sabotage an der Ölförderung entstanden, beliefen sich auf acht bis zehn Milliarden Dollar. Das Bruttoinlandprodukt sank dadurch im Jahr 2002 um 8,9 Prozent und im Jahr 2003 um 9,4 Prozent. Es dauerte bis zum April 2003, bis alle wichtigen Ölfördereinrichtungen wieder in Betrieb genommen werden konnten.
Linientreue Parteimitglieder ersetzten nach dem Streik rund die Hälfte der PDVSA-Belegschaft, 18.000 Mitarbeiter, zum großen Teil Manager, Führungskräfte und Fachkräfte verloren ihren Arbeitsplatz.

## Erdöl zur Finanzierung von Wohltätigkeit
Seit dem Jahr 2003 werden Einnahmen der staatlichen PDVSA dazu genutzt, Sozialprogramme in Venezuela zu finanzieren. Gleichzeitig musste die Erdölwirtschaft befreundete Länder wie Nicaragua und Kuba zu Vorzugspreisen beliefern. Auf Initiative von Hugo Chávez einigten sich gar im November 2005 die PDVSA und die Regierung des US-Bundesstaats Massachusetts auf ein Projekt, das Bedürftigen in Boston während der Wintermonate um 40 % verbilligtes Heizöl über das Tochterunternehmen der PDVSA mit Sitz in den USA, Citgo zukommen ließ. Weitere Verträge wurden mit Staaten und Städten im Nordosten der USA, wie der New Yorker Bronx, Maine, Rhode Island, Pennsylvania, Vermont und Delaware geschlossen. Das Programm hatte einen Umfang von 1,2 Mio. Barrel. Auch in den darauffolgenden Wintern 2006/2007 und 2007/2008 unterstützte PDVSA/Citgo Bedürftige in den USA mit um 40 % verbilligtem Heizöl. Das Programm hatte im Winter 2007/2008 einen Umfang von 425,6 Millionen Litern.

## Verstaatlichung von Ölfeldern
Im Jahr 2007 mussten ausländische Ölgesellschaften Teile ihrer Anteile an Ölfeldern in Venezuela an den venezolanischen Staat verkaufen, so dass PDVSA auf einen Mehrheitsanteil von mindestens 60 % kam. ExxonMobil hatte sich geweigert, seine Anteile abzugeben, und dagegen vor Gerichten in den USA, Großbritannien und den Niederlanden geklagt. Nach dem Einfrieren von Vermögenswerten der PDVSA in Höhe von zwölf Milliarden Dollar durch ein britisches Gericht stoppte PDVSA im Februar 2008 den Rohöl-Verkauf an Exxon und setzte die Geschäftsbeziehungen aus.
Im März 2008 hob jedoch dieses Gericht die Sanktionen gegenüber der PDVSA auf, darunter auch das Einfrieren der Vermögenswerte von 12 Mrd. US-Dollar. Außerdem muss Exxon der PDVSA die Kosten des Rechtsstreits erstatten. Der Richter urteilte, dass solche Sanktionen nur bei starken Indizien hinsichtlich eines schweren internationalen Betruges üblich seien. In diesem Fall gäbe es aber keinerlei Anzeichen für einen Betrug seitens der venezolanischen Ölgesellschaft. Außerdem erachtete er britische Gerichte als nicht zuständig, da die PDVSA weder eine britische Gesellschaft ist noch Niederlassungen oder Bankkonten in Großbritannien unterhält.

## Geldwäsche im Schatten der PDVSA
Die PDVSA steht seit wenigen Jahren im Zentrum einer massiven kriminellen Umverteilung. Profiteure sind vor allem Neureiche im Windschatten des Chavismus, Geschäftsleute und Privatpersonen die dem Maduro-Regime nahe stehen. Das Treiben wird im Volksmund „Boliburguesía“ – ein Kofferwort aus Bolívar und Bourgeoisie – genannt. So werden vor allem Gelder ins Ausland, vorzugsweise nach Florida und Miami, geschafft und dort in Luxusimmobilien investiert. In Miami wurde 2018 ein Fall von Geldwäsche aufgedeckt, bei dem es um 1,2 Milliarden Dollar geht, um die der staatliche Ölkonzern PDVSA in einer kurzen Zeitspanne zwischen 2014 und 2015 erleichtert worden sein soll.

## Zwischenfälle
Eine durch ein Gasleck ausgelöste Explosion an der Erdölraffinerie Paraguaná tötete im August 2012 48 Menschen und beschädigte 1600 Wohnungen. Die Sicherheitsprobleme haben sich mit der schlechten wirtschaftlichen Lage weiter verschlimmert.